# 玛丽亚·弗里乔尤
玛丽亚·弗里乔尤（羅馬尼亞語：Maria Fricioiu，1960年3月16日—），罗马尼亚女子赛艇运动员。她曾代表罗马尼亚参加1980年和1984年夏季奥林匹克运动会赛艇比赛，其中1984年奥运会获得一枚金牌。